# Schöntal (Aschaffenburg)

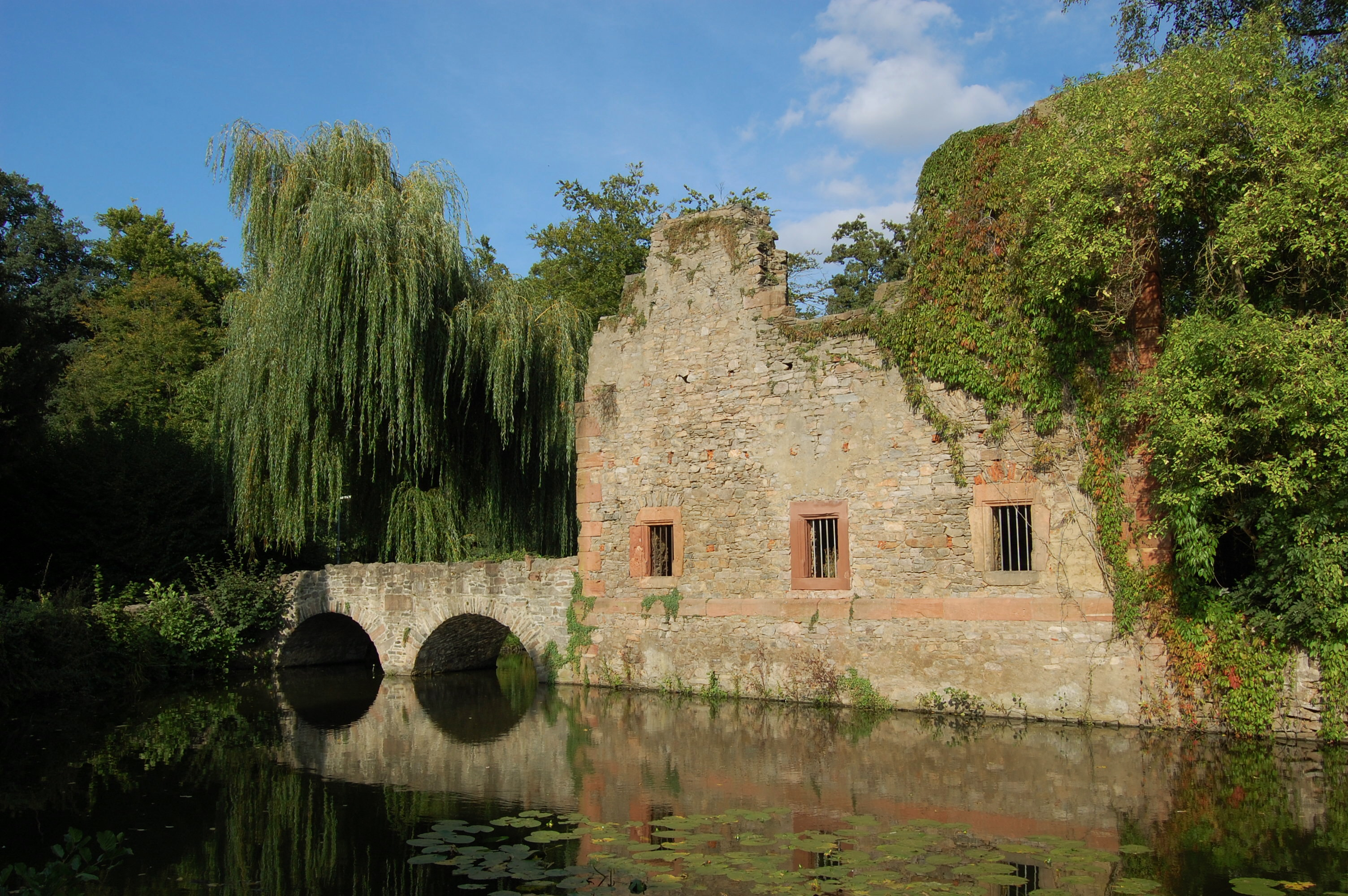
Ruiny kościoła

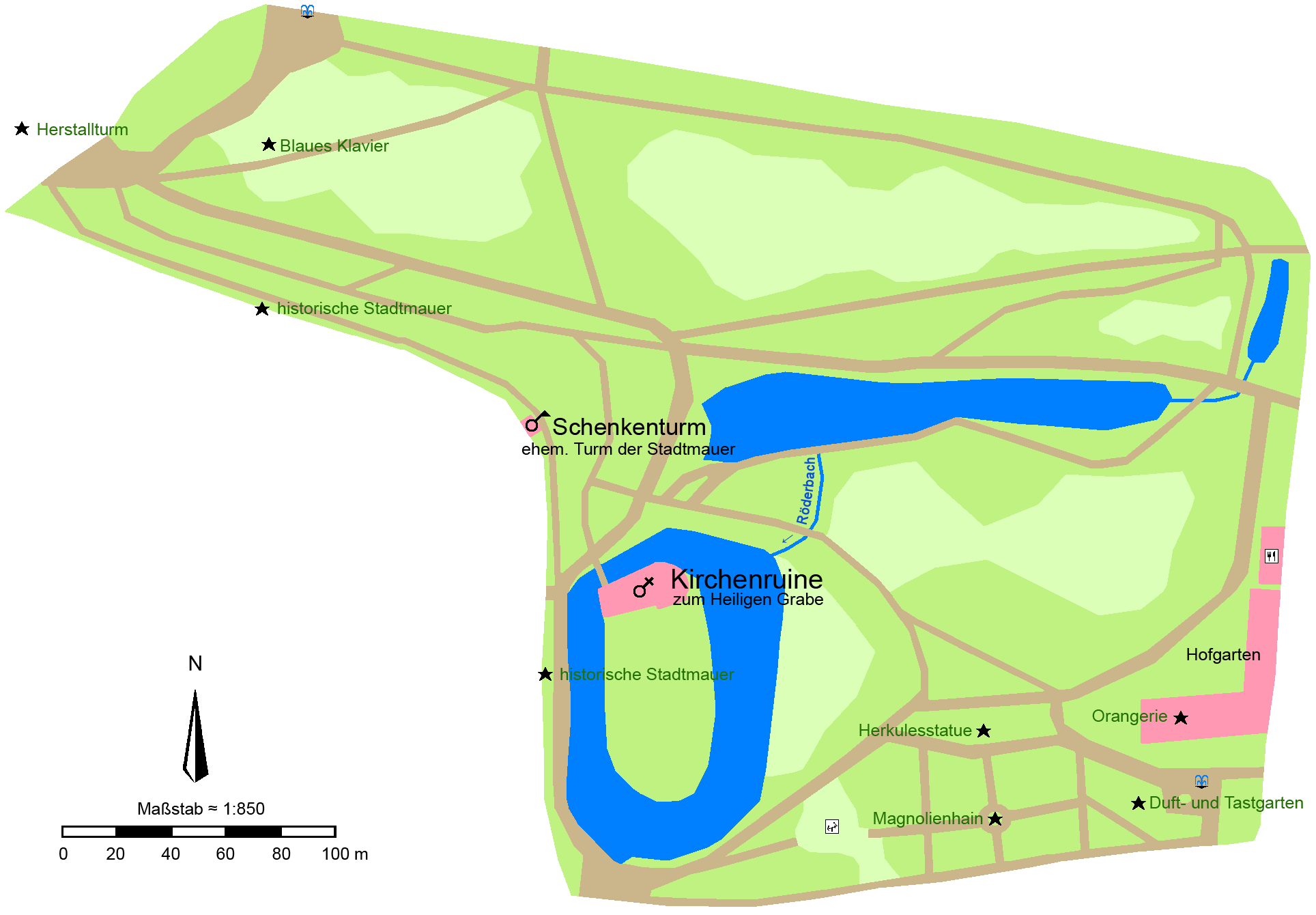
Mapa parku

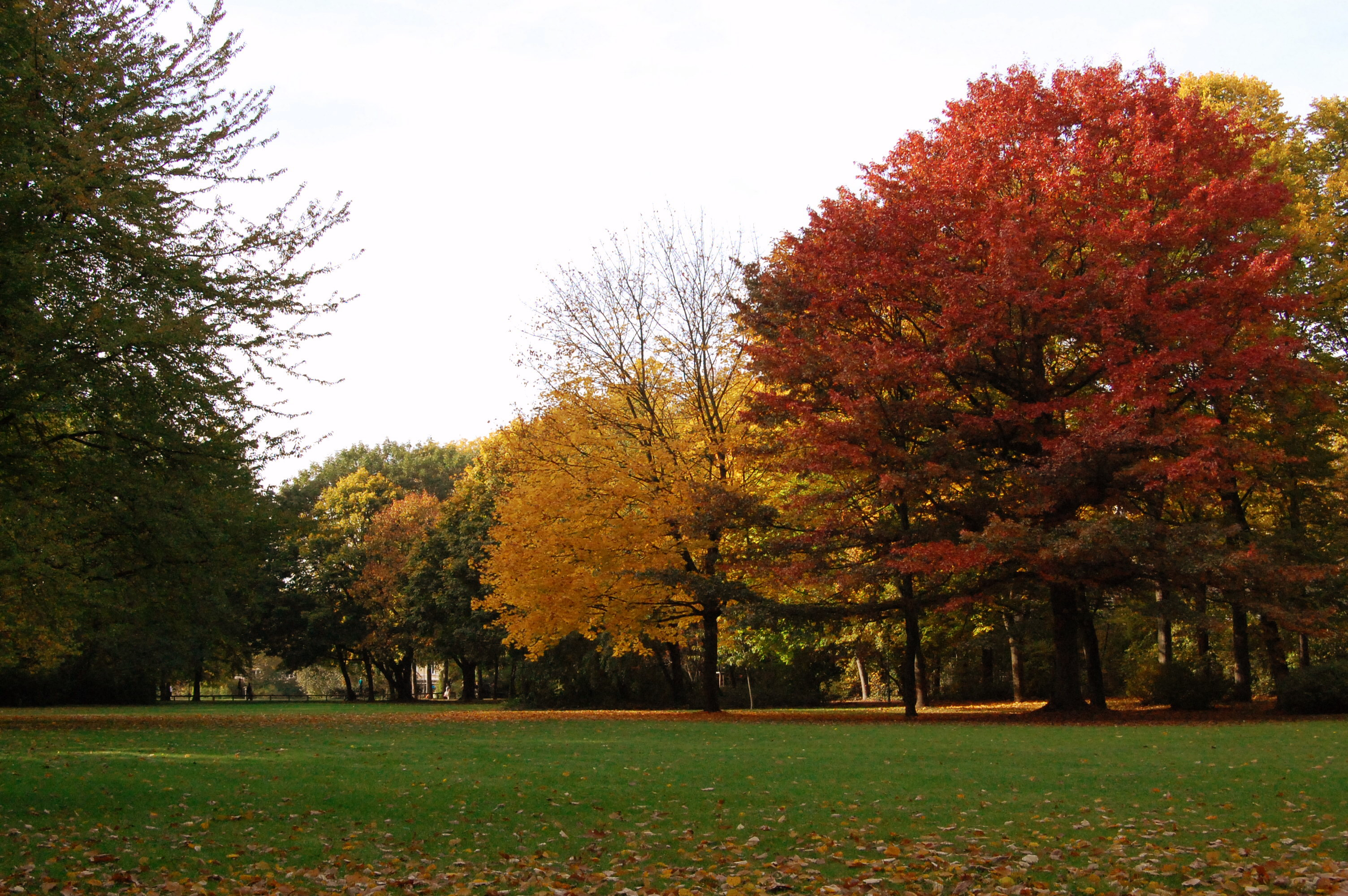
Widok parku

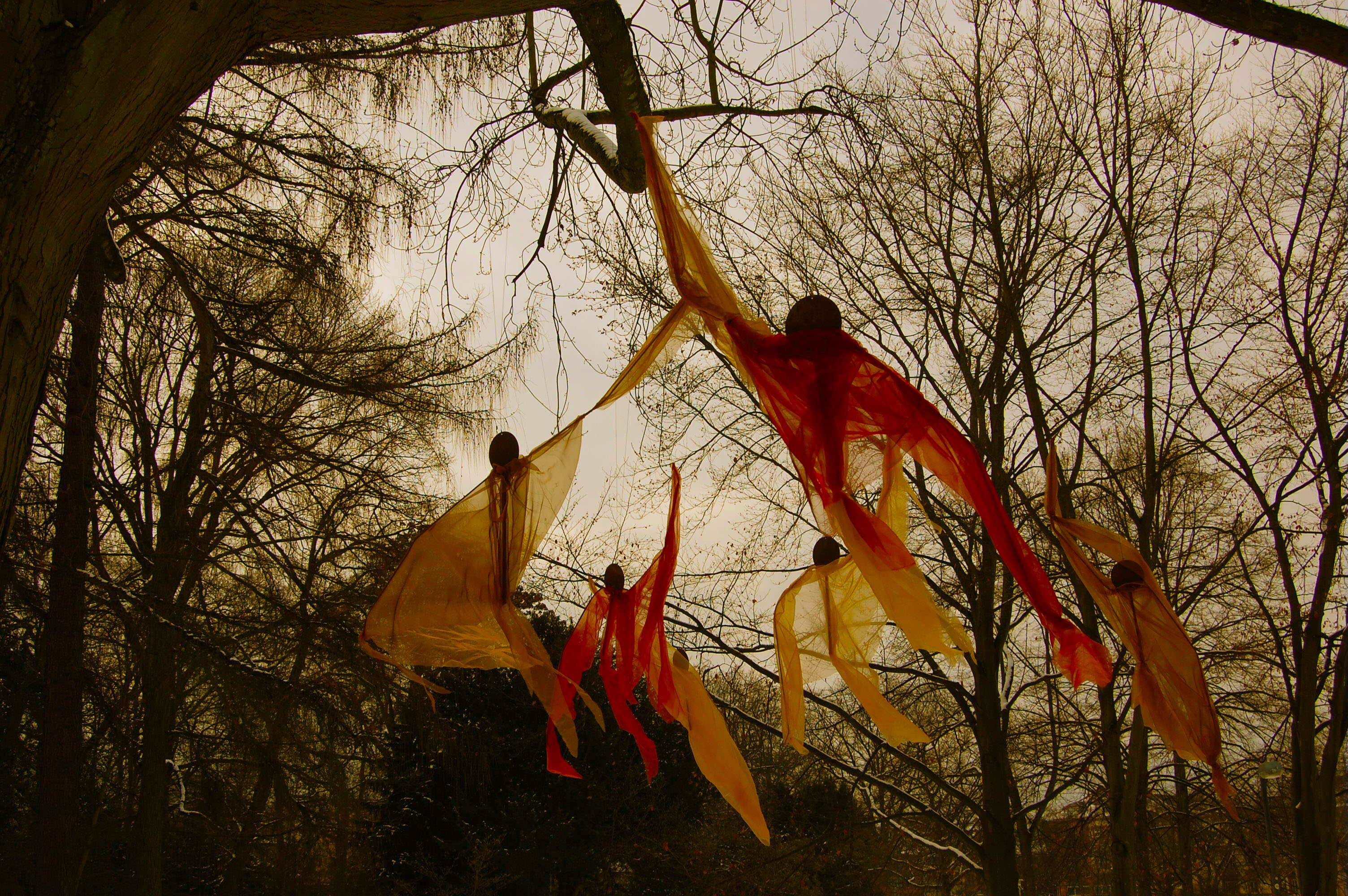
Instalacja artystyczna

Schöntal – park krajobrazowy w centrum miasta Aschaffenburg.

## Historia
Park został założony w latach 1440–1450 przez mogunckiego elektora Rzeszy Niemieckiej Dietricha Schenka von Erbacha tuż za bramami miejskimi jako ogrodzony murem „ogród zwierzęcy” dla zaopatrywania zamkowej kuchni w dziczyznę. Jedna z wież prowadzących do niego, tzw. „czarna wieża”, znajdowała się na miejscu obecnego ronda Opel-Brass na Kittelstraße. Od południa park ograniczał strumień Welzbach, na którego miejscu znajduje się obecnie Würzburger Straße. W roku 1530 założenie zostało powiększone z rozkazu kolejnego mogunckiego arcybiskupa i elektora Rzeszy Niemieckiej Albrechta von Brandenburga. Wzdłuż dzisiejszej Platanenallee powstał wtedy ogród warzywny. W tym samym czasie stary mur otaczający park został rozebrany, a na jego miejscu wzniesiono nowy, z okrągłymi wieżami na jego krańcach. Albrecht von Brandenburg ufundował w Schöntal również klasztor Beginek, którego opatką uczynił swoją partnerkę życiową – Agens Pless.
W 1780 roku zakończyła się z sukcesem kolejna przebudowa starego założenia parkowego w park krajobrazowy w stylu angielskim pod nadzorem nadwornego ogrodnika Friedricha Ludwiga Sckella (1750-1823). Prace te zostały zlecone przez arcybiskupa i elektora Friedricha Karla Josepha von Erthala. Ruiny spalonego w 1552 roku przyklasztornego kościoła Grobu Pańskiego zyskały charakter „sztafażu”. Wokół nich powstało jezioro, przez które przepływa rzeczka Röderbach. Północna część parku była do 1950 roku wykorzystywana nadal jako dworski ogród warzywny. Po tym czasie został on przebudowany w stylu angielskim. W jednym z budynków dawnego ogrodu dworskiego do roku 1990 funkcjonowało kino pod nazwą „Hofgarten”.

## Park
Atrakcją parku w okresie wiosennym są kwitnące magnolie. Podczas lata (przy ładnej pogodzie) w niedzielne poranki, zawsze o 10 godzinie, przy ruinach kościoła odbywają się „koncerty schöntalskie”. We wschodniej części ogrodu znajduje się oranżeria, w której znajduje się restauracja z ogródkiem piwnym. Działa tu również kabaret Urbana Priola. Jest tutaj także duży park zabaw dla dzieci o powierzchni 1200 m² z licznymi atrakcjami: miejscem do wspinaczki, figurami (Herkules, Diana) oraz pozostałości dawnego muru miejskiego.